# 味噌松風
味噌松風（みそまつかぜ）は、京都を代表する焼き菓子の一種。

## 製法
小麦粉、砂糖、水飴、卵（入れない事が多いが一部の菓子店は使用）を水で混ぜて作った生地に白味噌（赤味噌の場合もあり）を加えてそのまま、もしくは発酵させる。
この生地を、
1. 平鍋に流しいれて形を整え、表面にケシ粒（菓子店によっては大徳寺納豆やクルミなど）を散らして、上から天火で焼く。棹状の他、大きなホットケーキのように平たい円形に仕上げる場合もある。
2. 鉄板に薄く延ばし、板状に焼き上げて、食べ易く切り分ける。

1の場合は、カステラや厚焼き玉子のようなスポンジ状の厚い仕上がりとなる。
2の場合は、煎餅や八ッ橋のような仕上がりとなるが、店によって厚みに差がある。長方形に切り分けられる事が多いが、一部の菓子店の製品及び沖縄のまつかじ（後述）では、生地をロール状に丸めて仕上げる事もある。
この他に、これらとは全く異なる製法の「松風」も菓子店によっては存在している。これらは松風と名乗っているが、当項目の味噌松風とは無関係、もしくは関連性の薄い菓子と考えられる。

## 歴史
起源は織田信長の本願寺攻めを背景に生まれた説や、京都の大徳寺の住職が考案したお菓子である説、一向一揆の際の食糧という説もあるがはっきりしない。表面はケシで飾られ、焼き色がついているのに、裏側は白くてさびしいことから、「浜の松風うらさびしい」と語呂合わせされ、この名がついた。京都には大徳寺納豆を添えるなど特徴のある味噌松風が多く作られている。
江戸時代には、朝廷や幕府にも献上されており、嘉祥菓子の一つとされた事も多い。
沖縄県のまつかじは、この松風が琉球に伝播して変化した菓子と見られる。こちらはケシを一面にまぶした薄い板状のタイプのみであり、ピンク色に着色して捻った形となっている事が多い。

## 名産品
京菓子のひとつであり、松屋常盤の紫野味噌松風、亀屋陸奥の松風、「松屋藤兵衛」の紫野味噌松風が有名。
岐阜県岐阜市、熊本県菊池市、山口県萩市などでは土産菓子として売っている。
愛知県では、八丁味噌などを使用したものがある。例えば、八丁味噌饅頭を売っている旭軒元直では大樹寺松風を売っている。また、長寿園菓子舗では2色の味噌松風を売っている。
また東京の「長門」には「松風」という名の固めの煎餅状の菓子もあり、八代将軍 徳川吉宗公への献上菓子として一子相伝で現在も作られている。
奈良県磯城郡田原本町にある雲水堂の「振り松風」は直径55cmもある煎餅状の菓子であり、戦国武将で田原本藩主平野長泰の御用菓子として1604年（慶長8年）に考案され、以来作り続けられている。